# Перебежчик Симас Кудирка
«Перебежчик Симас Кудирка» (англ. The Defection of Simas Kudirka) —  американский телефильм 1978 года режиссёра Дэвида Лоуэлла Рича. Фильм получил три номинации и два приза «Эмми».

## Сюжет
Фильм основан на реальной истории Симаса Кудирки —  литовского моряка, предпринявшего отчаянную попытку побега из СССР в 1970 году.

## В ролях
- Алан Аркин —  Симас Кудирка
- Ричард Джордан —  коммандер Эдвард Девон
- Дональд Плезенс —  Владимир Попов
- Джордж Дзундза —  Грузаускас
- Ширли Найт —  Дженна Кудирка

## Награды и номинации
Primetime Emmy Awards (1978)
Награды
- Лучший режиссёр специальной программы или телефильма — Дэвид Лоуэлл Рич
- Лучший монтаж фильма — Джон А. Мартинелли

Номинации
- Лучшая музыка в специальной программе или телефильме — Дэвид Шайр
- Лучший актёр второго плана в мини-сериале или телефильме — Дональд Плезенс
- Лучший сценарий специальной программы или телефильма — Брюс Фельдман

Премия Американской ассоциации монтажёров (1979)
Награда
- Лучший монтаж мини-сериала или телефильма — Джон А. Мартинелли